# Carrera armamentista evolutiva
En biología evolutiva, una carrera armamentista evolutiva se refiere a una lucha continua entre conjuntos en competencia de genes coevolutivos, rasgos fenotípicos y de comportamiento, o especies, que desarrollan adaptaciones y contraadaptaciones cada vez más intensas unos contra otros, asemejándose a una carrera armamentista. Estas son descritas a menudo como ejemplos de retroalimentación positiva. Los conjuntos de genes en coevolución pueden ser de diferentes especies, como en una carrera armamentista evolutiva entre una especie depredadora y su presa (Vermeij, 1987), o entre un parásito y su huésped. Alternativamente, la carrera armamentista puede darse entre miembros de la misma especie, como en el modelo de comunicación de resistencia a la manipulación/ventas (Dawkins & Krebs, 1979) o como en efectos de evolución desbocada (runaway) o en efectos de Reina Roja. Un ejemplo de una carrera armamentista evolutiva se aprecia en el conflicto sexual entre sexos, descrito con frecuencia con el término desbocado (runaway) fisheriano. Thierry Lodéha enfatizado el rol de tales interacciones antagónicas en la evolución llevando a desplazamientos de caracteres y coevolución antagónica.

## Carreras armamentísticas simétricas versus asimétricas
Las carreras armamentistas pueden clasificarse en simétricas o asimétricas. En una carrera armamentista simétrica, la presión de selección actúa en la misma dirección sobre los participantes. Un ejemplo de este tipo de carrera son los árboles que crecen más altos a raíz de la competencia por la luz, en la que la ventaja selectiva para cualquiera de las especies consiste en tener una mayor altura. Por su parte, una carrera armamentista asimétrica implica presiones de selección contrastantes, tal y como ocurre en el caso de guepardos y gacelas, donde los primeros evolucionan para ser mejores cazando y matando, a la vez que las gacelas evolucionan no para cazar y matar, sino más bien para evadir ser capturadas.

## Dinámica huésped–parásito
Presión selectiva entre dos especies puede incluir la coevolución huésped-parásito. Esta relación antagónica lleva a la necesidad de que el patógeno tenga los mejores alelos virulentos para infectar al huésped y de que por su parte el huésped tenga los mejores alelos resistentes para sobrevivir al parasitismo. Como consecuencia, las frecuencias alélicas varían a lo largo del tiempo dependiendo del tamaño de las poblaciones virulentas y resistentes (fluctuación de la presión de selección genética) y del tiempo de generación (tasa de mutación), tal que algunos genotipos se seleccionan de manera preferencial en virtud de la ganancia de aptitud individual. La acumulación de cambio genético en ambas poblaciones explica una constante adaptación para tener menores costos de ajuste (aptitud) y evitar la extinción de acuerdo con la hipótesis de la Reina Roja propuesta por Leigh Van Valen en 1973.

## Ejemplos

### La interacciónPhytophthora infestans/papa Bintje

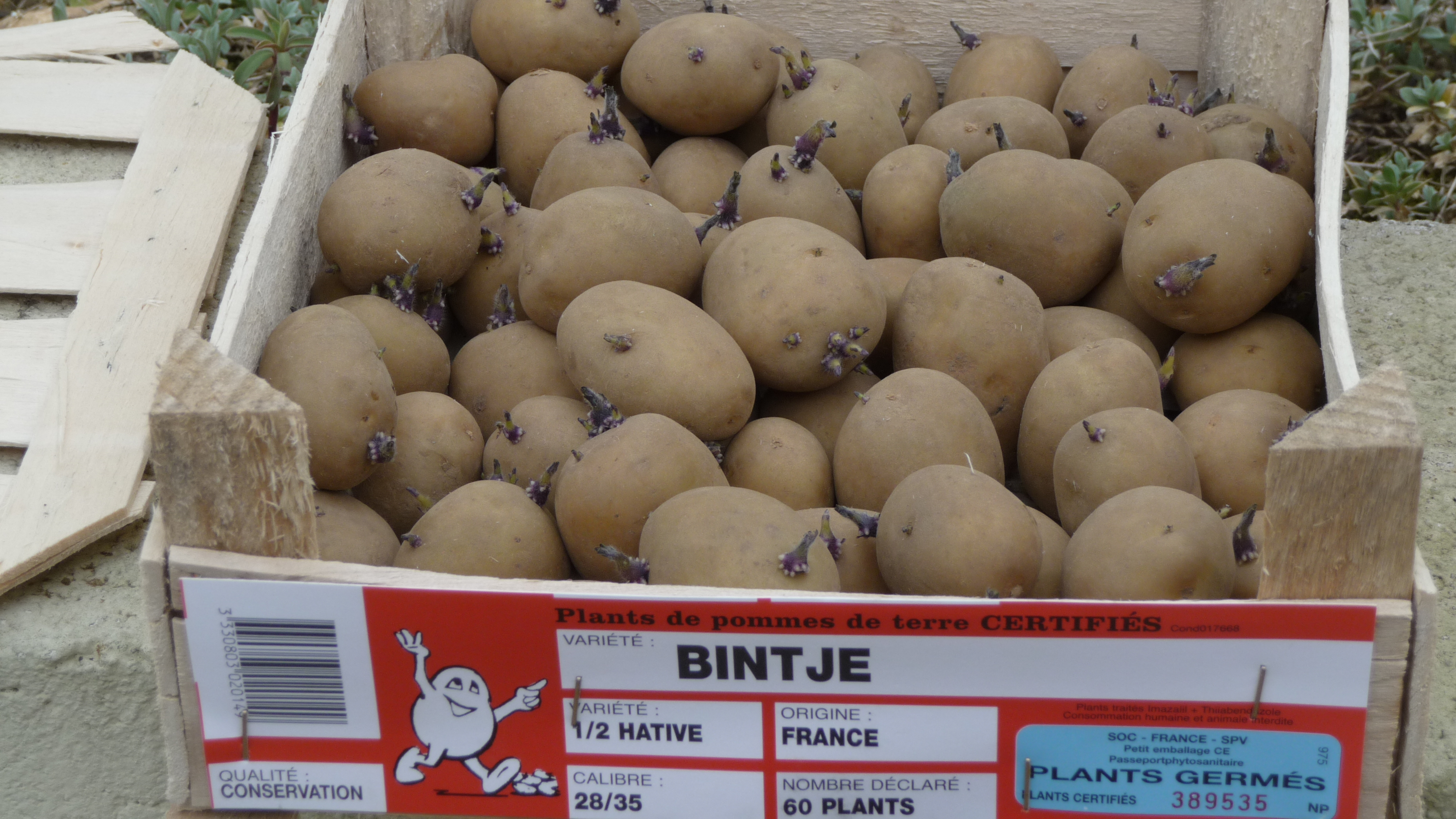
Papas Bintje

La papa Bintje se deriva de un cruce entre las variedades de papa Munstersen y Fransen. Fue creada en los Países Bajos a comienzos del siglo XX y ahora es cultivada principalmente en el norte de Francia y Bélgica. El oomiceto Phytophthora infestans es responsable de la roya o tizón tardío de la papa, en particular durante la hambruna europea de 1840. Zoosporas (esporas móviles, características de los oomicetos) son liberadas por zooesporangios brindadas por un micelio y llevadas por la lluvia o el viento antes de infectar tubérculos y hojas. Debido a la infección de su sistema celular, necesaria para que se multiplique la población infecciosa de oomicetos, aparecen colores negros en la planta. El parásito contiene combinaciones alélicas virulento-avirulento en varios loci microsatélites, y a su vez el huésped contiene varios genes de resistencia multi-loci (o gen R). Tal interacción se denomina relación gen por gen y está, generalmente, ampliamente extendida entre las enfermedades de plantas. La expresión de patrones genéticos en las dos especies es una combinación de características de resistencia y virulencia para tener la mejor tasa de supervivencia.

### Murciélagos y polillas

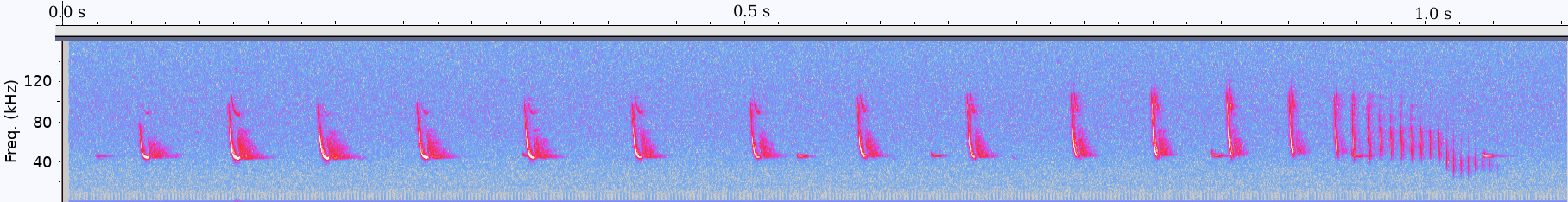
Espectrograma de vocalizaciones de murciélagos Pipistrellus pipistrellus durante el acercamiento a una presa. La grabación cubre un total de 1.1 segundos; frecuencia principal baja ca. 45 kHz (típica para un pipistrelle común). alrededor de 150 milisegundos antes del contacto final, el tiempo entre llamadas y la duración de las llamadas se están acortando mucho ("zumbido de alimentación").
Archivo de audio correspondiente:Grabación de audido: Pipistrelle común acercándose a la presa

Los murciélagos han evolucionado para usar ecolocalización para detectar y atrapar a sus presas. A su vez, las polillas han evolucionado para detectar las llamadas de ecolocalización de murciélagos cazadores e iniciar maniobras de vuelo evasivas, o para responder con sus propios clics ultrasónicos y así confundir la ecolocalización del murciélago. La subfamilia Arctiidae de polillas de la familia Noctuidae responde de manera única a la ecolocalización de los murciélagos, respecto a lo cual hay tres hipótesis predominantes: sobresalto, interferencia del sonar y defensa aposemática acústica. Todas estas diferencias dependen de la configuración ambiental específica y del tipo de llamada de ecolocalización; estas hipótesis no son, sin embargo, mutuamente excluyentes y pueden ser utilizadas por la misma polilla para su defensa.
A través de estudios de simpatria, se ha demostrado que los diferentes mecanismos de defensa responden directamente a la ecolocalización de murciélagos. En lugares con aislamiento espacial o temporal entre los murciélagos y sus presas, el mecanismo auditivo de las especies de polillas tiende a revertirse. Fullard y cols. (2004) compararon especies de polillas noctiidas adventicias y endémicas en un hábitat libre de murciélagos presentándoles ultrasonido, y encontraron que todas las especies adventicias reaccionaron al ultrasonido reduciendo sus tiempos de vuelo, en tanto que apenas una de las especies endémicas reaccionó a la señal de ultrasonido, lo que indica una pérdida de la audición con el tiempo en la población endémica. Con todo, el grado de pérdida o regresión depende de la cantidad de tiempo evolutivo y de si la especie de polilla ha desarrollado o no usos secundarios para la audición.
Se sabe que algunos murciélagos usan clics en frecuencias por encima o por debajo de los rangos de audición de las polillas. Esto corresponde a lo que se conoce como la hipótesis de la frecuencia alotónica, según la cual los sistemas auditivos de las polillas han empujado a sus depredadores murciélagos a usar ecolocalización de frecuencias más altas o más bajas para sortear la audición de las polillas. Los murciélagos Barbastelle han evolucionado para usar un modo más silencioso de ecolocalización, llamando a un volumen reducido y reduciendo aún más el volumen de sus clics a medida que se acercan a su presa. El menor volumen de clics reduce el rango efectivo de caza exitosa, pero da como resultado una cantidad significativamente mayor de polillas atrapadas en comparación otras especies de murciélagos más ruidosas. Las polillas han desarrollado aún más la capacidad de discriminar entre tasas de clics de ecolocalización altas y bajas, lo que da indicaciones sobre si el murciélago acaba de detectar su presencia o las está persiguiendo activamente. Esto les permite decidir si los clics ultrasónicos defensivos ameritan o no el tiempo y el gasto de energía.

### La salamandra de piel rugosa y la serpiente de jarretera

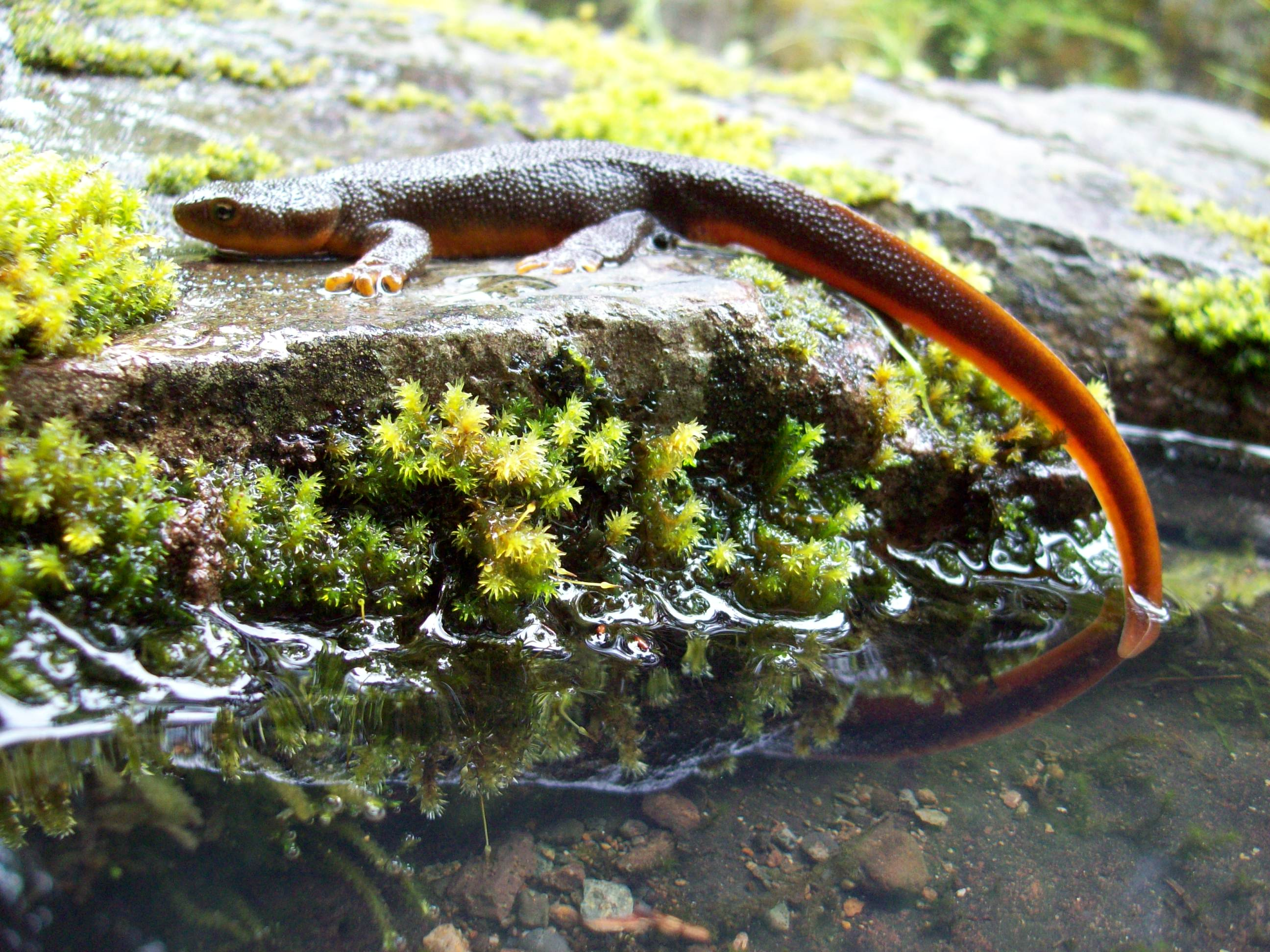
Tritón de piel rugosa

Las salamandras de piel rugosa tienen glándulas cutáneas que contienen un poderoso veneno nervioso, la tetrodotoxina, como una adaptación anti-depredación. En gran parte del área de distribución de esta salamandra, la serpiente de jarretera o culebra rayada es resistente a la toxina. Mientras que, en principio, la toxina se adhiere a una proteína en forma de tubo que actúa como un canal de sodio en las células nerviosas de la serpiente, una mutación en varias poblaciones de serpientes configura la proteína de tal manera que se dificulta o previene la adhesión de la toxina, confiriendo resistencia. A su vez, la resistencia crea una presión selectiva que favorece a las salamandras que producen más toxina. Esto, a su vez, impone una presión selectiva que favorece a serpientes con mutaciones que les confieren una resistencia aún mayor. Esta carrera armamentista evolutiva ha dado como resultado que las salamandras produzcan niveles de toxina muy superiores a los necesarios para matar a cualquier otro depredador.
En poblaciones donde conviven culebras y salamandras, se observan niveles más altos de tetrodotoxina y de resistencia a la misma en las dos especies respectivamente. En lugares donde las especies están separadas, los niveles de toxinas y de resistencia son menores. Si bien serpientes de jarrete aisladas tienen una resistencia más baja, demuestran con todo una capacidad de resistir niveles bajos de la toxina, lo que sugiere una predisposición ancestral a resistir la tetrodotoxina. Los niveles más bajos de resistencia en poblaciones separadas sugieren un costo de aptitud tanto para la producción de la toxina como para la resistencia a ella. Serpientes con altos niveles de resistencia a la tetrodotoxina se arrastran más lentamente e comparación con poblaciones aisladas de serpientes, lo que las hace más vulnerables a la depredación. El mismo patrón se observa en poblaciones aisladas de salamandras, que tienen menos toxinas en su piel. Hay focos geográficos donde los niveles de tetrodotoxina y resistencia son extremadamente altos, mostrando una estrecha interacción entre salamandras y serpientes.

### Buccino depredador y la presa bivalva de concha dura
Una carrera armamentista se ha propuesto a partir del registro fósil para caracterizar las interacciones entre depredadores buccinos del género Sinistrofulgur y sus peligrosas presas, almejas del género Mercenaria en el Plio-Pleistoceno de la Florida. Los buccinos depredadores usaban su propia concha para abrir la de sus presas, a menudo rompiendo ambas en el proceso. Esto llevó a que la aptitud de las presas de conchas más grandes fuera más alta y luego más seleccionada a lo largo de generaciones; no obstante, la población de depredadores seleccionó a aquellos que eran más eficientes para abrir las presas de conchas más grandes. Este es un excelente ejemplo de carrera armamentista asimétrica porque mientras la presa evoluciona un rasgo físico, los depredadores se adaptan de una manera muy diferente.

### Víboras de la muerte de las llanuras aluviales y especies separadas de ranas
Las víboras de la muerte de las llanuras aluviales (Acanthophis praelongus) son serpientes del norte Australia altamente venenosas que se alimentan de ranas. Las víboras se alimentan de tres tipos de ranas: una no tóxica (Litoria nasuta), otra que produce moco como pegamento cuando es capturada (Limnodynastes convexiusculus) y otras ranas que son altamente tóxicas para las serpientes (Litoria dahlii). Tanto el pegamento como la toxina se degradan unos 20 minutos tras la muerte de la presa. Las serpientes tratan a cada tipo de presa de maneras diferentes y altamente estereotipadas: las ranas no tóxicas son digeridas directamente, mientras que las otras son envenenadas y soltadas, esperando hasta que las defensas químicas pierdan su potencia antes de consumirlas. En este caso específico, la asimetría permitió a las serpientes superar las defensas químicas de las ranas tóxicas después de su muerte.
Resultados de un estudio mostraron que las serpientes se acostumbraban a las diferencias en las ranas por su tiempo de agarre y liberación, siempre agarrando a las ranas no tóxicas, mientras que siempre liberaban a las ranas altamente tóxicas, con las ranas que descargaban mucosidad en algún punto intermedio. Las serpientes también pasaban generosamente más tiempo entre la liberación de las ranas altamente tóxicas que el corto tiempo entre la liberación de las ranas que descargan mucosidad. Por lo tanto, las serpientes tienen una ventaja mucho mayor de poder hacer frente a los diferentes mecanismos defensivos de las ranas, mientras que las ranas podrían eventualmente aumentar la potencia de sus toxinas sabiendo que las serpientes también se adaptarían a ese cambio, por ejemplo, las serpientes teniendo veneno para el ataque inicial. La coevolución sigue siendo muy asimétrica debido a la ventaja que tienen los depredadores sobre sus presas.

## Especies introducidas

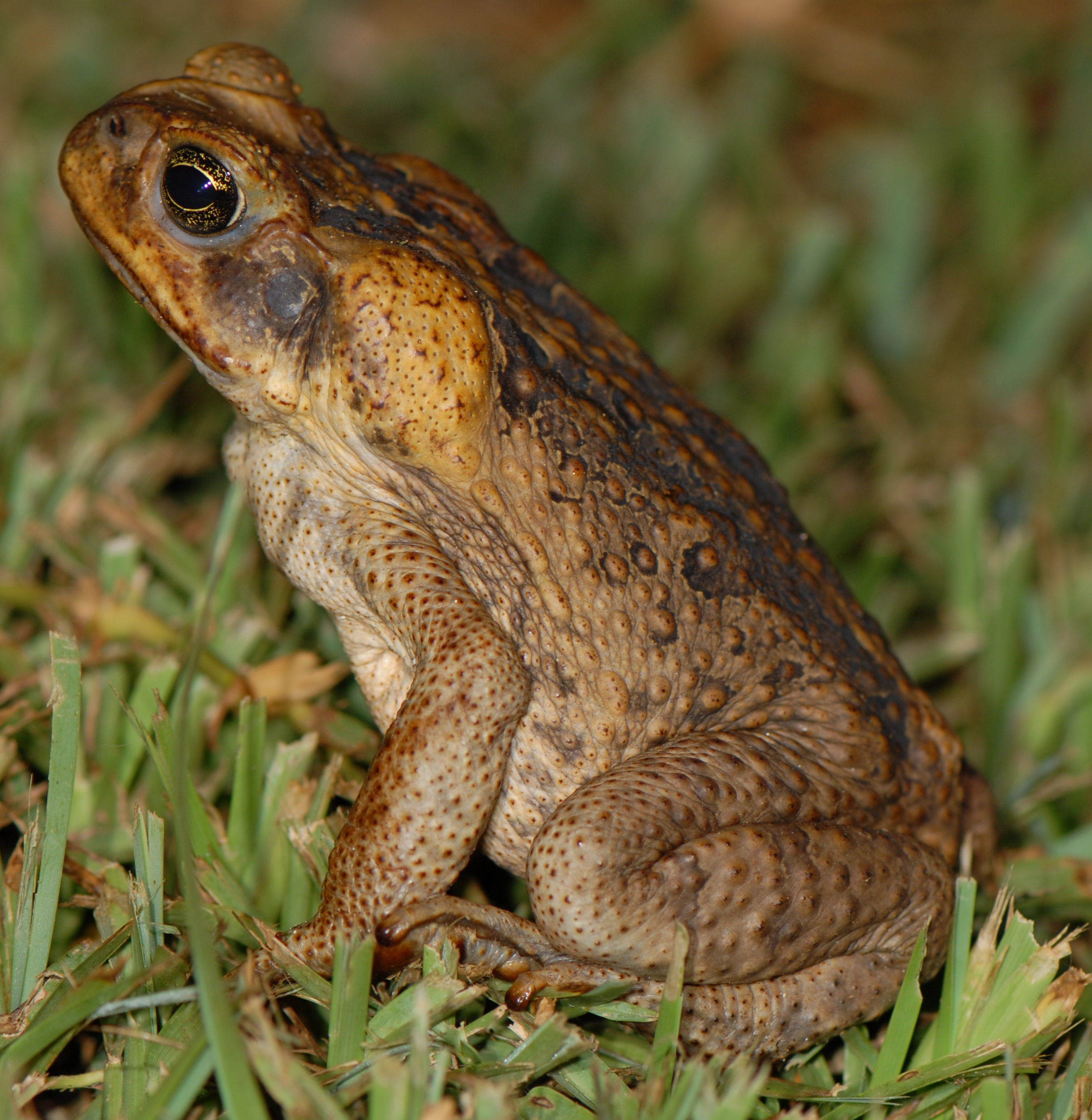
Los sapos de caña han experimentado una explosión demográfica masiva en Australia debido a la falta de competencia.

Cuando una especie no ha estado sujeta a una carrera armamentista evolutiva anteriormente, puede estar en enorme desventaja y enfrentarse a la extinción mucho antes de que pueda adaptarse a un nuevo depredador, competidor, etc. Esto no debería ser sorpresa, en tanto una especie puede haber estado en luchas evolutivas durante millones de años, mientras que otra podría nunca haber enfrentado tales presiones. Este es un problema común en ecosistemas aislados como Australia o las islas de Hawái. En Australia, muchas especies invasoras, como sapos de caña o conejos, se han propagado rápidamente debido a la falta de competencia y la falta de adaptación a la bufotenina del sapo de caña por parte de potenciales depredadores. Las especies introducidas son una de las principales razones por las que algunas especies nativas entran en peligro o incluso se extinguen, como ocurrió con el dodo.[cita requerida]